# Motorówka

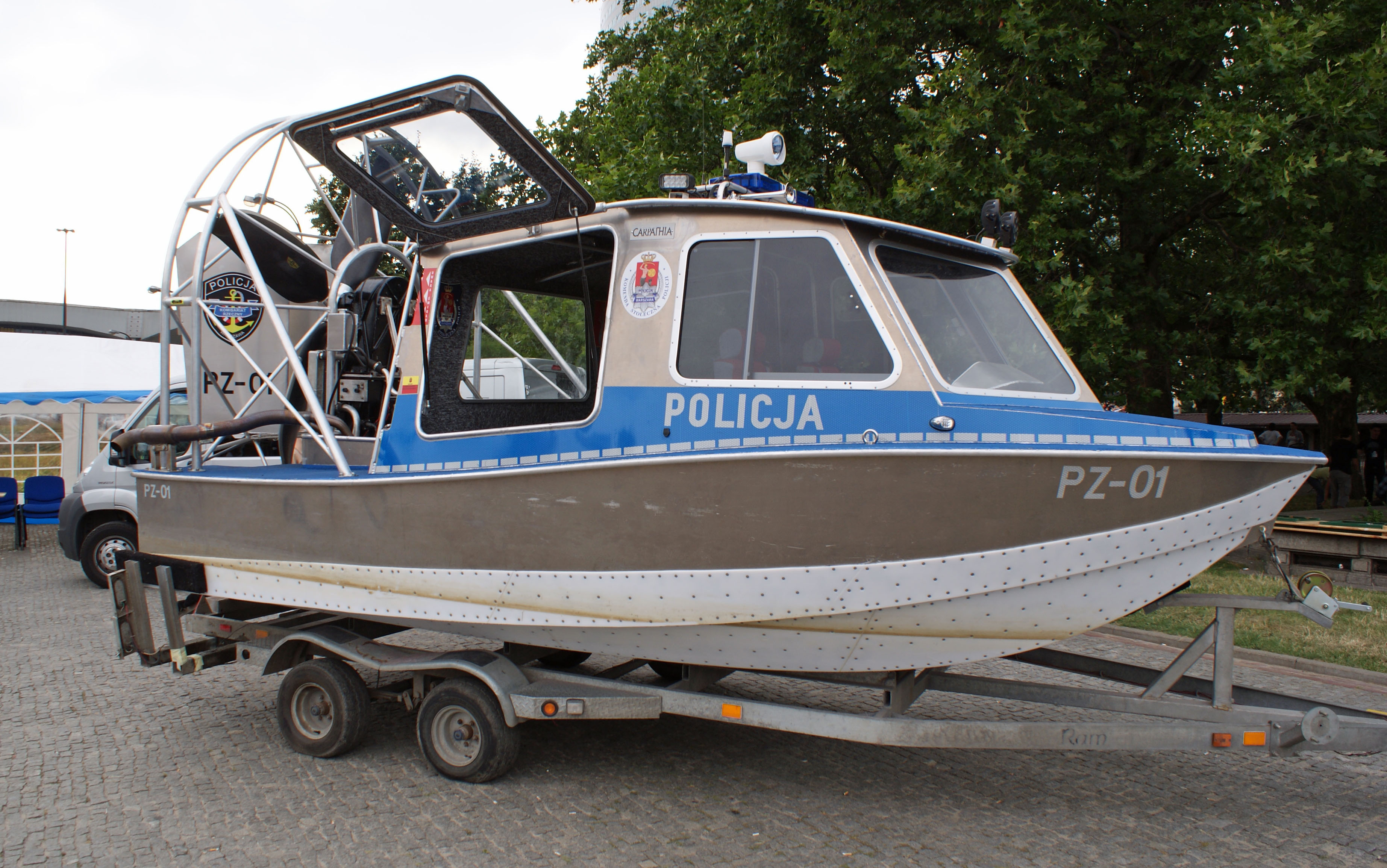
Motorowa łódź policyjna Airboat PZ-01 Carpathia

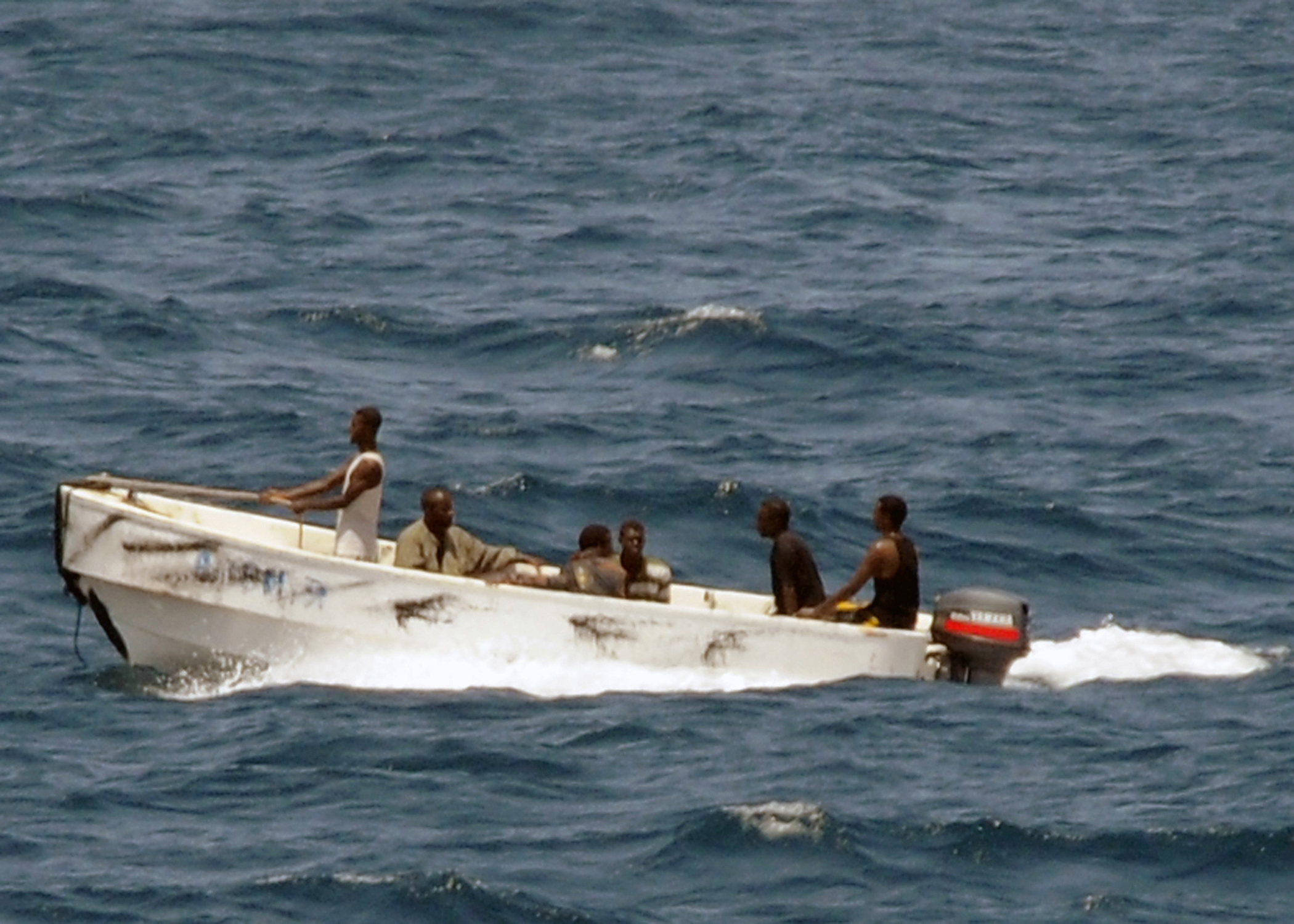
Łódź motorowa piratów somalijskich

Łódź motorowa (potocznie motorówka) – mała jednostka pływająca napędzana silnikiem spalinowym, przeznaczona do uprawiania żeglugi po wodach śródlądowych i morskich wodach przybrzeżnych. 

## Opis
Motorówki są wykorzystywane do różnych zadań, począwszy od sportu i rekreacji, po działania wojenne. Zgodnie z przepisami Polskiego Rejestru Statków, przepisy klasyfikacji i budowy łodzi motorowych mają zastosowanie do śródlądowych łodzi motorowych o długości kadłuba mniejszej niż 20 metrów oraz do przybrzeżnych łodzi motorowych o długości kadłuba nie większej niż 15 metrów, niezależnie od ich przeznaczenia, z wyłączeniem łodzi przewożących więcej niż 12 pasażerów oraz holowników, pchaczy i lodołamaczy, które są klasyfikowane jako statki lub statki śródlądowe. Z kolei jednostki o napędzie motorowym przystosowane do żeglugi morskiej, przeznaczone do celów rekreacyjnych lub turystycznych, są klasyfikowane jako jachty motorowe.
Łódź motorowa może posiadać pokład ciągły, częściowy lub nie posiadać pokładu, być napędzana silnikiem spalinowym (wysokoprężnym lub benzynowym) wbudowanym na stałe lub przyczepnym, a także silnikiem elektrycznym. Kadłub łodzi może być konstrukcją sztywną, wykonaną z laminatu, drewna, stali, stopu aluminium lub konstrukcją hybrydową. Łodzie motorowe mogą być wypornościowe lub ślizgowe. 